# Vanessa Zima
Vanessa Jane Zima (* 17. Dezember 1986 in Phillipsburg, New Jersey) ist eine US-amerikanische Schauspielerin.

## Leben und Karriere
Die Eltern von Vanessa Zima zogen nach Los Angeles, Kalifornien, als sie noch ein Kind war.
1995 debütierte Zima an der Seite von Rachael Leigh Cook in der Familienkomödie Angriff der Schnullerbrigade. Im Filmdrama Ulee’s Gold (1997) spielte sie die Rolle von Penny Jackson, der Schwester von Casey Jackson (Jessica Biel) und der Enkeltochter von Ulysses Jackson (Peter Fonda). Für diese Rolle wurde sie 1998 für den Young Artist Award nominiert.
Im Thriller Bad Girl – Mord ist keine Lösung von 1998 spielte Zima neben Julia Stiles eine der größeren Rollen, eine größere Rolle hatte sie auch in der Familienkomödie Rich Kids – Wir kaufen Daddys Firma aus dem Jahr 2000. Im Independent-Filmdrama Zoe übernahm sie 2001 die Titelrolle. Im Western The Far Side of Jericho (2006) war sie an der Seite von Patrick Bergin und Jason Connery zu sehen.
Ihre ältere Schwester Madeline Zima und ihre jüngere Schwester Yvonne Zima sind ebenfalls Schauspielerinnen.

## Filmografie
- 1995: Angriff der Schnullerbrigade (The Baby-Sitters Club)
- 1995–1996: Murder One (Fernsehserie, 9 Episoden)
- 1997: Ulee’s Gold
- 1997: Crisis Center  (Fernsehserie, 1 Episode)
- 1997: The Visitor (Fernsehserie, 1 Episode)
- 1998: The Rose Sisters
- 1998: Bad Girl – Mord ist keine Lösung (Wicked)
- 2000: Rich Kids – Wir kaufen Daddys Firma (The Brainiacs.com)
- 2000: Frauenpauer (Family Law, Fernsehserie, 1 Episode)
- 2001: Zoe
- 2004: Für alle Fälle Amy (Judging Amy, Fernsehserie, 1 Episode)
- 2004: Cavedweller
- 2006: The Far Side of Jericho
- 2008: Dr. House (House, Fernsehserie, 1 Episode)
- 2011: The Absent
- 2011: Destruction Party